# 索莫
索莫, 萨默 或者 佐默（Sommer）可以指：

## 人物
- 里奇·索莫（Richard Olen "Rich" Sommer II，1978年2月2日－），美國演員。
- 揚·索莫（法語：Yann Sommer，1988年12月17日－），瑞士職業足球運動員。
- 马蒂亚斯·佐默（德語：Matthias Sommer，1991年12月3日－），德国男子雪车运动员。
- 瑞安·萨默（英語：Ryan Sommer，1993年8月27日－），加拿大男子雪車運動員。

|  | 本页或本分段罗列了姓氏为「索莫」的人物。 如果是一个指代特定个人的内链将您引导到本页，請考慮修正該人物的名字以將链接指向正確的條目。 |